# ŠC Mačkamama
ŠC Mačkamama je nogometni stadion u gradu Osijeku (Bosutsko naselje), u Gackoj 1.

## Povijest
Godine 2005. završena je izgradnja športskog centra. Izgrađeno je igralište za mali nogomet, košarkaško igralište, boćalište, odbojkaško igralište u pijesku, izgrađene su tribine i prilazni prostor. Stadion je kapaciteta 1000 gledatelja.

## Klubovi
ŽNK Osijek i NK Mursa su dva kluba koja koriste ovaj teren za utakmice i treninge. Na glasu je kao "hram ženskog nogometa".

## Vanjske poveznice
- Mijo Jozić: Osječke nogometašice slavile protiv Spartaka  Arhivirana inačica izvorne stranice od 20. travnja 2017. (Wayback Machine), Sportalo, 17. ožujka 2017.